# Leucomonia
Leucomonia är ett släkte av fjärilar. Leucomonia ingår i familjen svärmare.
Kladogram enligt Catalogue of Life:
| Leucomonia | \| \| Leucomonia bethia \| \| \| \| \| \| Leucomonia distinctum \| \| \| \| |
|            | \| \| Leucomonia bethia \| \| \| \| \| \| Leucomonia distinctum \| \| \| \| |
|            | Leucomonia bethia                                                           |
|            |                                                                             |
|            | Leucomonia distinctum                                                       |
|            |                                                                             |